# Mesochorus deceptus
Mesochorus deceptus là một loài tò vò trong họ Ichneumonidae.